# Prežigal
Prežigal je naselje u slovenskoj Općini Slovenskim Konjicama. Prežigal se nalazi u pokrajini Štajerskoj i statističkoj regiji Savinjskoj. 

## Stanovništvo
Prema popisu stanovništva iz 2002. godine naselje je imalo 30 stanovnika.